# Verlag der Schiller-Buchhandlung
Verlag der Schiller-Buchhandlung ist der Name eines ehemaligen deutschen Verlags.

## Geschichte
Die Firma wurde im Juni 1908 von Max Teschner als Schiller-Buchhandlung Max Teschner GmbH in Charlottenburg gegründet. In diesem Verlag erschienen unter anderem:
- Ernst Schur (Hrsg.): Heinrich von Kleist in seinen Briefen: eine Charakteristik seines Lebens und Schaffens. Charlottenburg: Schiller-Buchhandlung Verlag GmbH, um 1911.[2]
- Edgar Allan Poe: Seltsame Geschichten. Übersetzung von Wilhelm Cremer. Berlin: Verlag der Schiller-Buchhandlung, 1925.[3]
- Karin Michaëlis: Rachel van Grooten. Übersetzung von Mathilde Mann. Berlin: Schiller-Buchhandlung, Die Buchgemeinde, 1928.[4]
- Gustav Meyrinck: Der Golem: Roman. Berlin: Schiller-Buchhandlung, Die Buchgemeinde, 1928.[5]

1950 gründeten Hans Banger und Elisabeth Müller in Marbach am Neckar den Verlag der Schillerbuchhandlung Hans Banger. Sie veröffentlichten im selben Jahr die erste Ausgabe des Verzeichnisses Deutschsprachige Verlage. 1954 erfolgte der Umzug des Verlags an die Guldenbachstraße 1 in Köln. Zwei Jahre später veröffentlichten sie die erste Ausgabe des Verzeichnisses Deutschsprachige Zeitschriften. Ab 1993 folgte das Verzeichnis Verlagsvertretungen und ab 1994 das Verzeichnis Verlagsauslieferungen. Im Jahr 2009 übernahm Tom Jepsen in dritter Generation die Verlagsleitung, und der Verlag wurde in Banger Verlag umbenannt. 2016 wurde die Verlagstätigkeit eingestellt.